# بيلتشيكوتشا (بحيرة)
بحيرة بيلشيكوشا (بالإنجليزية: Lake Pilchicocha) هي بحيرة مياه سوداء، تقع في مقاطعة سوكومبيوس في الإكوادور. تقع البحيرة في حوض الأمازون الشرقي الإكوادوري، كما تقع البحيرة على بعد نحو حوالي 2.1 ميل (1.3 كم) من نهر نابو. تحوي البحيرة على عدد الأسماك، وبشكل رئيسي تحوي على من زبال-بيرانا.
يمكن العثور في شمال شرق البحيرة على عدد من النزل البرية أو نزل السفاري، والتي يشيع استخدامها من قبل مراقبي الطيور وحركلة.

## وصلات خارجية
- النزل البرية في البحيرة (بالإنجليزية)
- الموقع الرسمي للنزل البري (بالإنجليزية)